# Frogmore

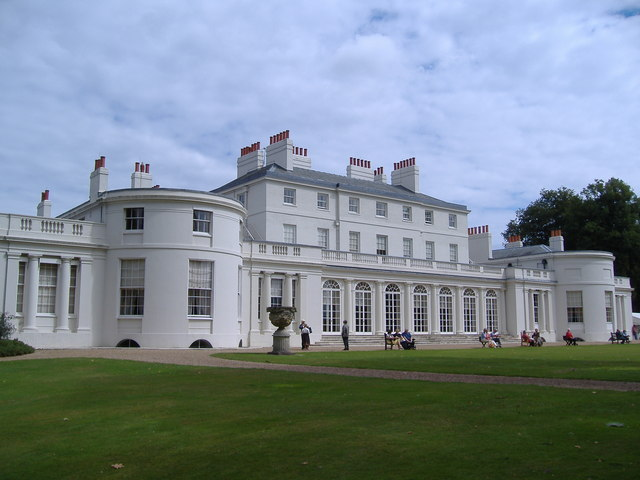
Frogmore House

Frogmore eller Frogmore House är ett tidigare kungligt residens i England, på Windsor Castles marker och här ligger Frogmore Mausoleum med Viktorias och Prins Alberts grav.

## Frogmore House
Frogmore House köptes av Georg III av Storbritannien åt drottning Charlotte 1792 som lantställe. Senare kom det att bebos bland andra av Viktoria av Sachsen-Coburg-Saalfeld, hertiginna av Kent (drottning Viktorias mor) och av hennes dotterdotter Helena av Storbritannien (1848–1923) med familj. Louis Mountbatten föddes här, år 1900.

## Frogmore Mausoleum

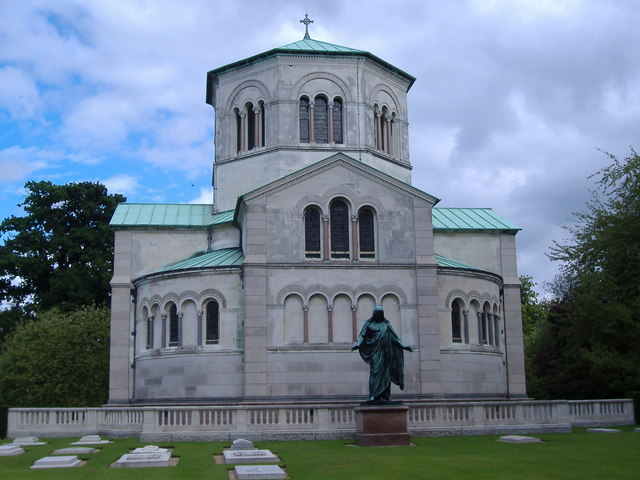
Frogmore Mausoleum & Royal Burial Grounds.

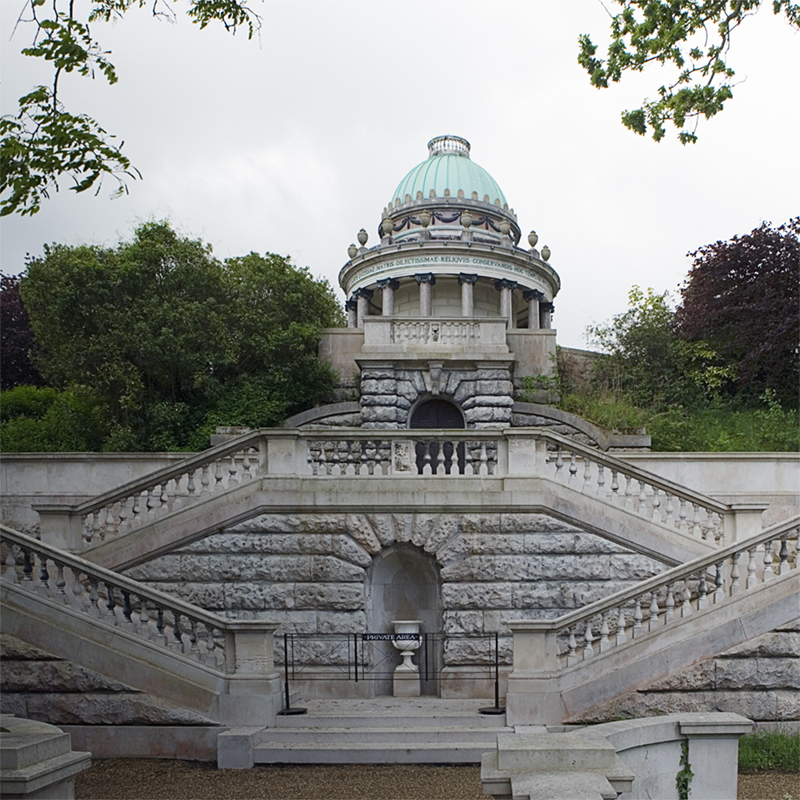
Maosoleet för drottning Viktorias mor, änkehertiginnan av Kent.

Vid Frogmore finns Frogmore Mausoleum med drottning Viktorias och prins Alberts grav. Drottning Viktoria beslutade att bygga ett särskilt sista vilorum åt sin make, och senare till sig själv, några dagar efter hans tidiga död. Detta istället för att de två skulle begravas i någon av de sedvanliga begravningsplatserna för brittiska kungligheter, såsom Westminster Abbey eller St. George's Chapel, Windsor. Mausoleet vid Frogmore ritades av en tysk arkitekt vid namn Ludwig Gruner i form av ett grekiskt kors. Arbetet inleddes i mars 1862 och invigdes i december 1862. Ytterväggarna är av granit och Portlandsten och taket är täckt av australiensisk koppar.
Mausoleets interiör är ett exempel på rik viktoriansk inredning, och färdigställdes inte förrän 1871. De inre väggarna domineras av portugisisk röd marmor, en gåva från kung Ludvig I av Portugal, kusin till både Viktoria och Albert, och är inlagd tillsammans med andras sorters marmor från olika platser runt om i världen. Själva graven ritades av baron Carlo Marochetti. Den har halvliggande marmoravbildningar av drottningen och prins Albert. Sarkofagen höggs ut ur ett block Aberdeengranit.
Förutom monarker och deras gemåler har de flesta medlemmar av den brittiska kungafamiljen sedan 1928 begravts på den kungliga begravningsplatsen runt drottning Viktorias mausoleum (även den tidigare kung Edvard VIII (hertigen av Windsor) är begraven i Frogmore tillsammans med sin maka Wallis, hertiginna av Windsor).

### Fotnoter
1. ↑  Mehl, Scott. ”Frogmore House”. http://www.unofficialroyalty.com/frogmore-house/. Läst 2 december 2020.
2. ↑  ”Louis Francis Albert Victor Nicholas George Mountbatten”. http://historiska-personer.nu/min-s/p2d1db60f.html. Läst 2 december 2020.
3. 1 2  ”The Frogmore Mausoleum”. http://www.thamesweb.co.uk/windsor/frogmore/frogmore.html. Läst 2 december 2020.
4. ↑  Chloe Foussianes (9 december 2018). ”Wallis Simpson Is Buried on the Grounds of Frogmore House, the Place Meghan Markle Will Soon Call Home”. https://www.townandcountrymag.com/society/tradition/a25415854/wallis-simpson-meghan-markle-frogmore-house-grave/. Läst 2 december 2020.